# Карпезо Гнат Іванович
Карпезо Гнат Іванович (біл. Карпеза Ігнацій Іванавіч; 25 листопада 1898 — 27 вересня 1987) — український червоний козак білоруського походження, вояк Червоно-Козацького Корпусу Української Республіки, радянський військовик часів Другої світової війни, генерал-лейтенант (1946).

## Біографія
Народився 25 листопада 1898 року в селі Куголовка (Кугаловка) Дисненського повіту Віленської губернії Російської імперії (нині — Глибоцький район Вітебської області Білорусі). Білорус.
У 1915 році призваний до Російської імператорської армії, рядовим брав участь у Першій світовій війні, воював на Південно-Західному фронті. У першій половині 1917 року був поранений, у червні того ж року демобілізований.

### Громадянська війна в Росії
У грудні 1918 року вступив до лав РСЧА. Військову службу розпочав червоноармійцем робочого загону. Член РКП(б) з 1919 року.
Учасник Громадянської війни в Росії. З березня 1919 року — член інспекції Південно-Східної залізниці, з червня 1919 року — комісар батальйону 1-го Комуністичного полку, з 14 вересня 1919 року — комісар бойової ділянки військ Воронезького напрямку, з 27 грудня 1919 року — комісар штабу військ оборони залізниць Південного фронту, з 19 травня 1920 року — заступник військового комісара 23-ї окремої бригади. З 25 серпня 1920 року Г. І. Карпезо — комісар 220-го Іваново-Вознесенського стрілецького полку 25-ї Чапаєвської дивізії, з 23 грудня — комісар 218-го імені Степана Разіна стрілецького полку тієї ж дивізії, з 16 лютого 1921 року — комісар 75-ї стрілецької бригади тієї ж дивізії.

### Українсько-радянська війна
1 травня 1921 року Г. І. Карпезо призначається військовим комісаром 3-ї бригади 17-ї кавалерійської дивізії Червоного козацтва, з 15 червня — замполіт 1-ї бригади 2-ї кавалерійської дивізії Червоного козацтва. У кінці жовтня — початку листопада 1921 року 1-ша бригада протистояла Подільській групі полковника армії УНР Михайла Палія, що в ході Другого зимового походу перетнула польсько-радянський кордон і увійшла на територію Радянської України.

### Міжвоєнний період
З 13 листопада 1921 року — командир 11-го кавалерійського полку 2-ї дивізії Червоного козацтва, з 27 травня 1922 року — командир 10-го кавалерійського полку тієї ж дивізії, з 15 вересня 1922 року — начальник корпусної школи молодших командирів 1-го кавалерійського корпусу Червоного козацтва, з 7 березня 1923 року — командир 5-го кавалерійського полку Червоного козацтва.
У 1924 році Г. І. Карпезо навчався у Ленінградській вищій кавалерійській школі РСЧА, по закінченні якої у вересні того ж року знову стає командиром 10-го кавалерійського полку. У 1928 році призначений командиром 19-го кавалерійського полку 4-ї кавалерійської дивізії.
Протягом листопада 1929 — січня 1930 років — слухач Курсів удосконалення вищого командного складу при Військовій академії імені М. В. Фрунзе. По закінченні курсів у квітні 1930 року призначений начальником стройового відділу та начальником змінного складу Кавалерійських КУКС РСЧА.
З квітня 1932 по лютий 1936 року навчається у Військовій академії ім. Фрунзе, по закінченні якої призначений помічником командира, а з червня 1937 року — т.в.о. командира 30-ї кавалерійської дивізії. 17 грудня 1936 року Г. І. Карпезо присвоєне військове звання «полковник». З травня 1938 року — помічник начальника Червонопрапорних кавалерійських КУКС РСЧА. 17 травня 1939 року присвоєне військове звання «комбриг».
З 24 січня 1940 року — начальник Тамбовського кавалерійського училища. 4 червня 1940 року Г. І. Карпезо присвоєне військове звання «генерал-майор». З 7 червня 1940 року — командир 39-го стрілецького корпусу Далекосхідного фронту, з 9 грудня 1940 року — командир 5-го кавалерійського корпусу.
11 березня 1941 року генерал-майор Г. І. Карпезо призначений командиром новоствореного 15-го механізованого корпусу 5-ї армії Київського особливого військового округу (КОВО).

### Німецько-радянська війна
З початком німецько-радянської війни 15-й механізований корпус діяв на Південно-Західному фронті, вів важкі оборонні бої в районі Дубно — Луцьк — Броди.
26 червня 1941 року під час авіаційного нальоту німецької авіації командир 15-го механізованого корпусу генерал-майор Г. І. Карпезо був важко поранений і контужений. По 5 січня 1942 року лікувався у шпиталях у Тамбові і Ташкенті, внаслідок контузії отримав важке захворювання серця і нервової системи, був визнаний обмежено придатним до військової служби.
З 5 січня 1942 року — у розпорядженні командування Середньоазійського військового округу (САВО), з 17 лютого 1942 року — інспектор піхоти САВО, з 19 червня 1942 року — т.в.о. помічника командувача САВО по кінноті, з 27 лютого 1942 року — т.в.о. заступника і заступник командувача Південно-Уральського військового округу, з 11 грудня 1943 року — заступник командувача САВО по ВНЗ, з 4 квітня 1944 року — т.в.о. заступника командувача САВО.

### Повоєнні роки
З 28 липня 1945 по червень 1959 року — заступник командувача військ Київського військового округу по вищих навчальних закладах.
5 липня 1946 року Г. І. Карпезо присвоєне військове звання «генерал-лейтенант».
З 8 червня 1959 року — у розпорядженні Головного командування Сухопутних військ. З 4 листопада 1959 року — в запасі.
Помер 27 вересня 1987 року в Києві. Похований на Лук'янівському військовому цвинтарі.

## Нагороди
Нагороджений орденом Леніна (21.02.1945), чотирма орденами Червоного Прапора (12.11.1943, 03.11.1944, 06.11.1945,), орденом Вітчизняної війни 1-го ступеня (06.04.1985) і медалями.